# Новочеркасский электровозостроительный завод
Производственная компания «Новочерка́сский электровозострои́тельный заво́д» (НЭВЗ, ранее — Завод имени С. М. Будённого и Новочеркасский паровозостроительный завод) — советское/российское предприятие по выпуску магистральных грузовых и пассажирских электровозов.
Завод расположен в городе Новочеркасске Ростовской области. Рядом — одноимённая железнодорожная платформа Северо-Кавказской железной дороги.

## История завода
Первоначально электровозы в СССР небольшими партиями выпускались московским электромашиностроительным заводом «Динамо» в сотрудничестве с Коломенским паровозостроительным заводом. Однако подлинное развитие отечественное электровозостроение получило после организации в 1946 выпуска электровозов в Новочеркасске. Именно Новочеркасский электровозостроительный завод стал со временем самым мощным в мире заводом по выпуску электровозов.

### 1930-е годы и Великая Отечественная война

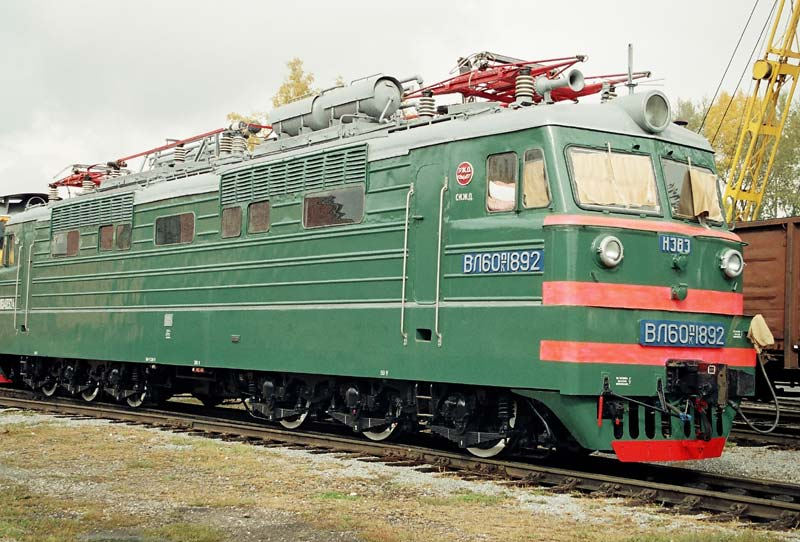
Электровоз ВЛ60ПК

Новочеркасский завод строился как паровозостроительный. Начата стройка была 8 ноября 1932 в 10 км от Новочеркасска, вблизи хутора Яново. В самом начале строительства воздвигается деревянная арка с надписью «Паровозострой». С большими трудностями начиналась эта огромная стройка в голой степи. Не было жилья для рабочих, транспорта, не хватало рабочей силы. Но несмотря на трудности, «Паровозострой» превращается в одну из крупнейших строек не только на Дону, но и во всей России.
В 1934 в степи выросли два первых пятиэтажных дома. Было положено начало новому посёлку паровозостроителей, впоследствии получившему название Соцгород. Завод строился быстрыми темпами. С 1932 по 1936 были построены: инструментальный корпус, модельный цех, часть литейного корпуса и кузнечного цеха, главный корпус и другие объекты.
1 мая 1936 новочеркасцы рапортовали о выпуске первой партии продукции: трёх промышленных узкоколейных паровозов типа 159 (0-4-0). В 1937 завод выпустил уже 70 таких паровозов и приступил к освоению мощных танк-паровозов нормальной колеи типа 9П. Кроме того завод начал выпуск подъёмных кранов для торфоразработок.
В 1938 или 1939 завод перешёл в систему Наркомата вооружения, был перепрофилирован и в 1940 году на 83 % выполнил план по производству 122-мм корпусных и 107-мм дивизионных пушек, производство которых продолжалось вплоть до октября 1941 года, когда завод был эвакуирован на Урал, в город Воткинск, и там выпускал  артиллерийские орудия, ремонтировал танки. Во время оккупации завод в Новочеркасске был фактически разрушен.

### 1943—1960 годы

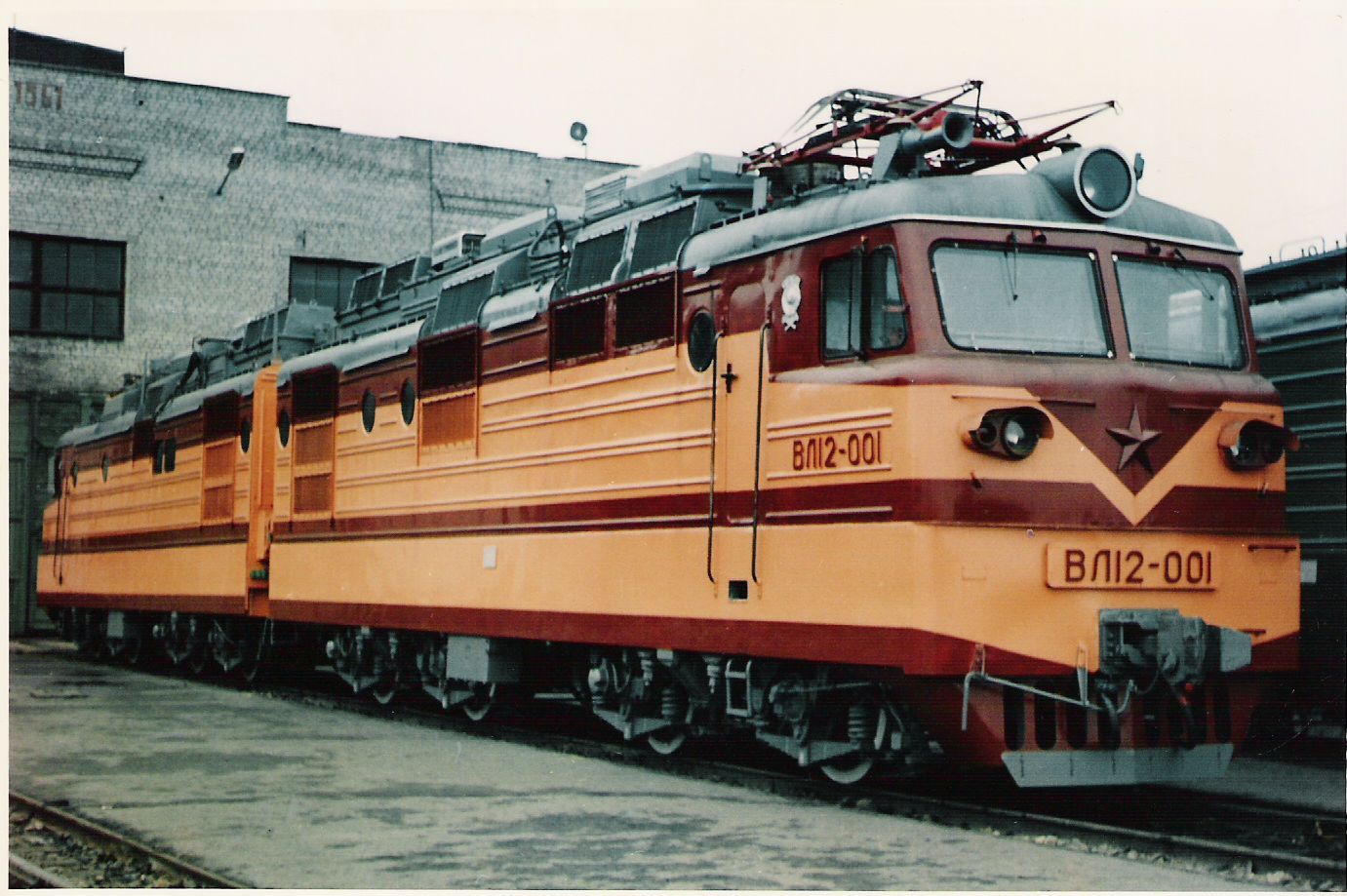
Электровоз ВЛ12-001 у Новочеркасского электровозостроительного завода

После освобождения Новочеркасска в 1943 начались восстановительные работы.
6 ноября 1945 постановлением Совета Народных Комиссаров СССР завод был передан Министерству электротехнической промышленности СССР для организации производства отечественных электровозов.
Завод начал свою деятельность с выпуска шестиосных электровозов постоянного тока ВЛ22м. Первые электровозы были собраны из заделов, подготовленных в Коломне и Москве. Первый электровоз был выпущен 7 марта 1947, с 1948 завод приступил к серийному производству.
Наряду с выпуском магистральных электровозов завод в течение 1952—1956 изготовил несколько сот промышленных электровозов, в том числе и на экспорт (в Индию, Болгарию, Корею и другие страны).
Для обеспечения возросших грузоперевозок завод создаёт конструкцию нового, более мощного восьмиосного грузового электровоза постоянного тока ВЛ8. Первый опытный электровоз выпущен в 1953 году. В 1955 году изготавливается опытная партия из семи электровозов. С 1956 года электровоз НЭВЗ выпускает уже серийно, и его постройка продолжается до 1963 года. Электровоз ВЛ8-009, выпущенный в марте 1956 года, стал для завода тысячным электровозом.

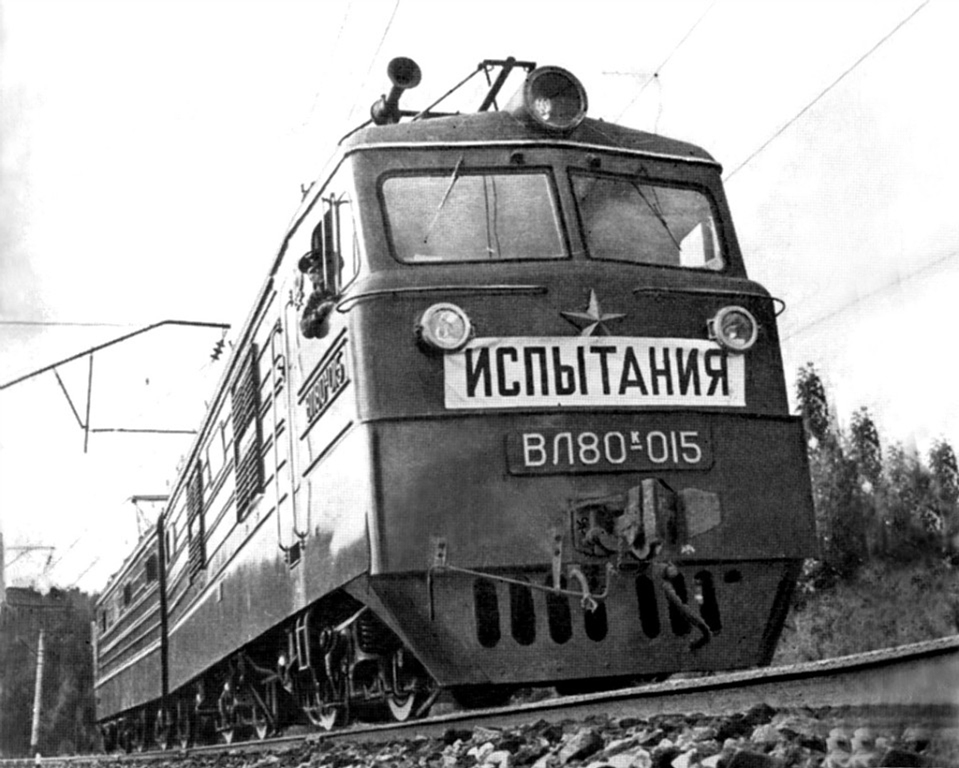
ВЛ80К-015, СССР

Одновременно с продолжающимся производством электровозов постоянного тока, Новочеркасский завод в 1950-х годах развернул работу по созданию электровозов переменного тока. В 1954 году были выпущены первые шестиосные магистральные электровозы НО (Новочеркасский Однофазный), впоследствии получившие обозначение серии ВЛ61.

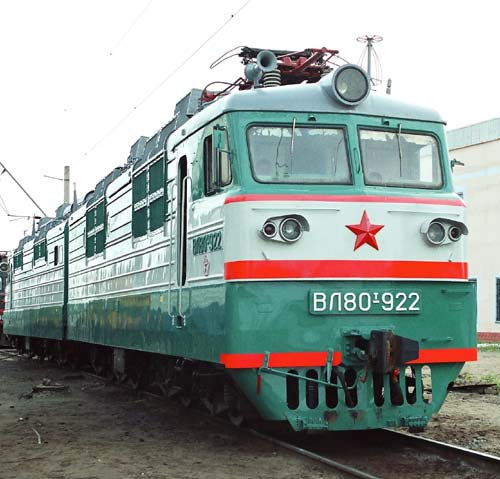
Электровоз ВЛ80Т

Используя опыт, полученный при постройке и эксплуатации электровозов НО, в 1957 году создан принципиально новый электровоз Н60, впоследствии получивший обозначение серии ВЛ60.
В 1958 при НЭВЗе создаётся Научно-исследовательский институт электровозостроения, позднее реорганизованный во Всесоюзный научно-исследовательский, проектно-конструкторский и технологический институт электровозостроения (ВЭлНИИ). С этого момента создание новых конструкций электровозов и освоение их производства осуществляется в тесном взаимодействии НЭВЗа и ВЭлНИИ.

### 1960—1990 годы
В период с 1961 по 1975 год НЭВЗом совместно с ВЭлНИИ разработаны конструкции и освоено производство нескольких новых типов магистральных электровозов: шестиосные ВЛ60к с пассажирской модификацией ВЛ60пк, восьмиосные ВЛ80к, ВЛ80т, ВЛ80р. Для осуществления перевозок на участках стыкования постоянного и переменного тока выпускается партия электровозов ВЛ82 и ВЛ82м.
Кроме того, были разработаны опытные серии электровозов: ВЛ80а и ВЛ86ф — с асинхронными тяговыми двигателями, ВЛ80б — с вентильными тяговыми двигателями, ВЛ80вр — с вентильными двигателями и рекуперативным торможением, ВЛ84.

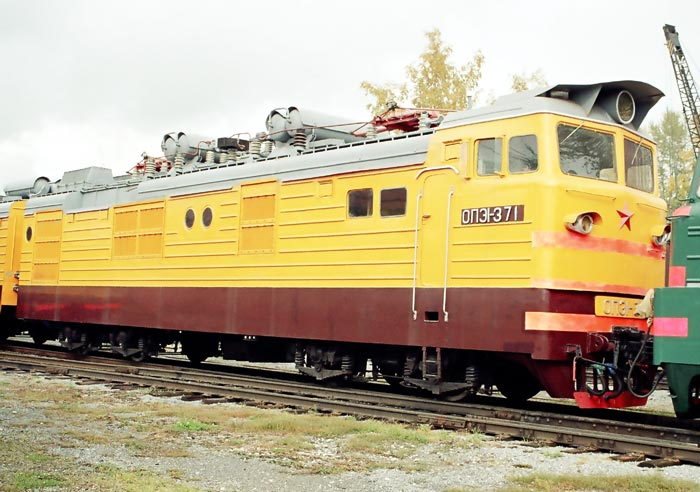
Тяговый агрегат ОПЭ1

1—2 июня 1962 года рабочие завода приняли участие в забастовке по поводу снижения зарплаты. Это вылилось в Новочеркасский расстрел.
В 1983 году изготовлено два опытных двенадцатиосных электровоза переменного тока серии ВЛ85. Для открытых горных разработок НЭВЗ выпускает тяговые агрегаты ОПЭ1. По заказу Финляндии для VR в 1971 году завод создаёт четырёхосный электровоз Sr1, а по заказу Польши для PKP в 1978 году создаётся электровоз ET42.
За 1983 год заводом изготовлено 272 электровоза ВЛ80с, 36 электровозов ВЛ80р, 5 электровозов Sr1, 2 электровоза ВЛ85, 26 тяговых агрегатов ОПЭ-1 и 140 комплектов экипажных частей для производства электровозов ВЛ10 на Тбилисском электровозостроительном заводе.

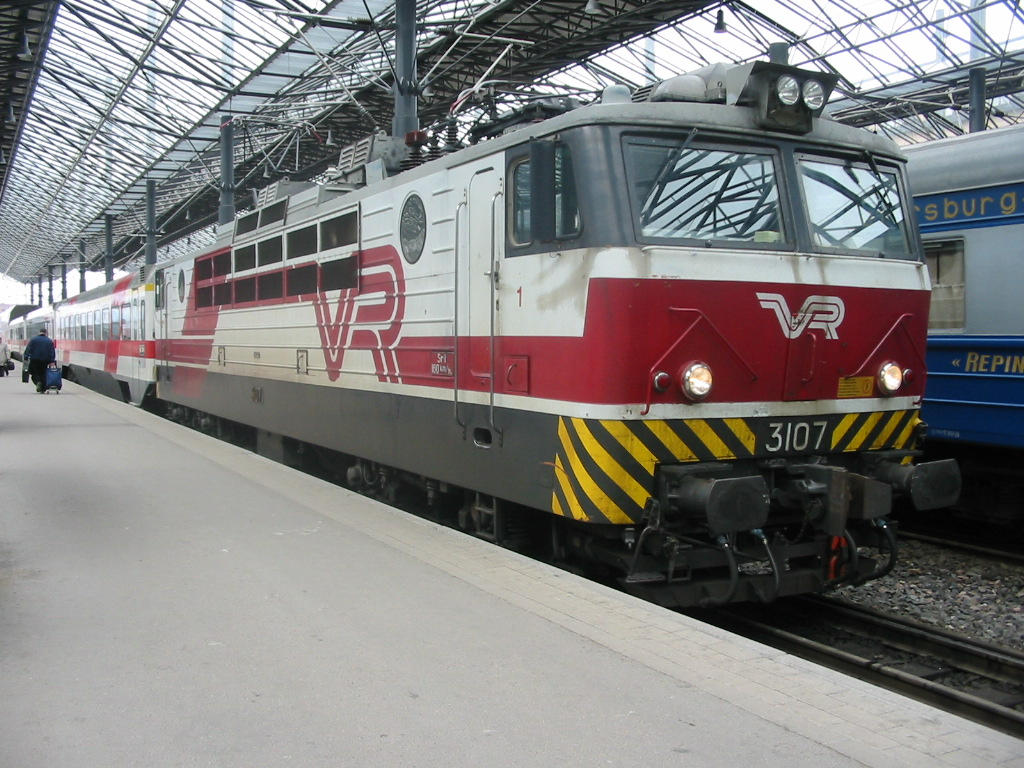
Электровоз Sr1

По состоянию на 1984 год завод имел свою медсанчасть, несколько здравпунктов, 12 детских учреждений, девять столовых, пять кафе, двадцать семь буфетов, Дворец Культуры, кинотеатр, техническую и художественную библиотеку, 3 спортзала, стадион.

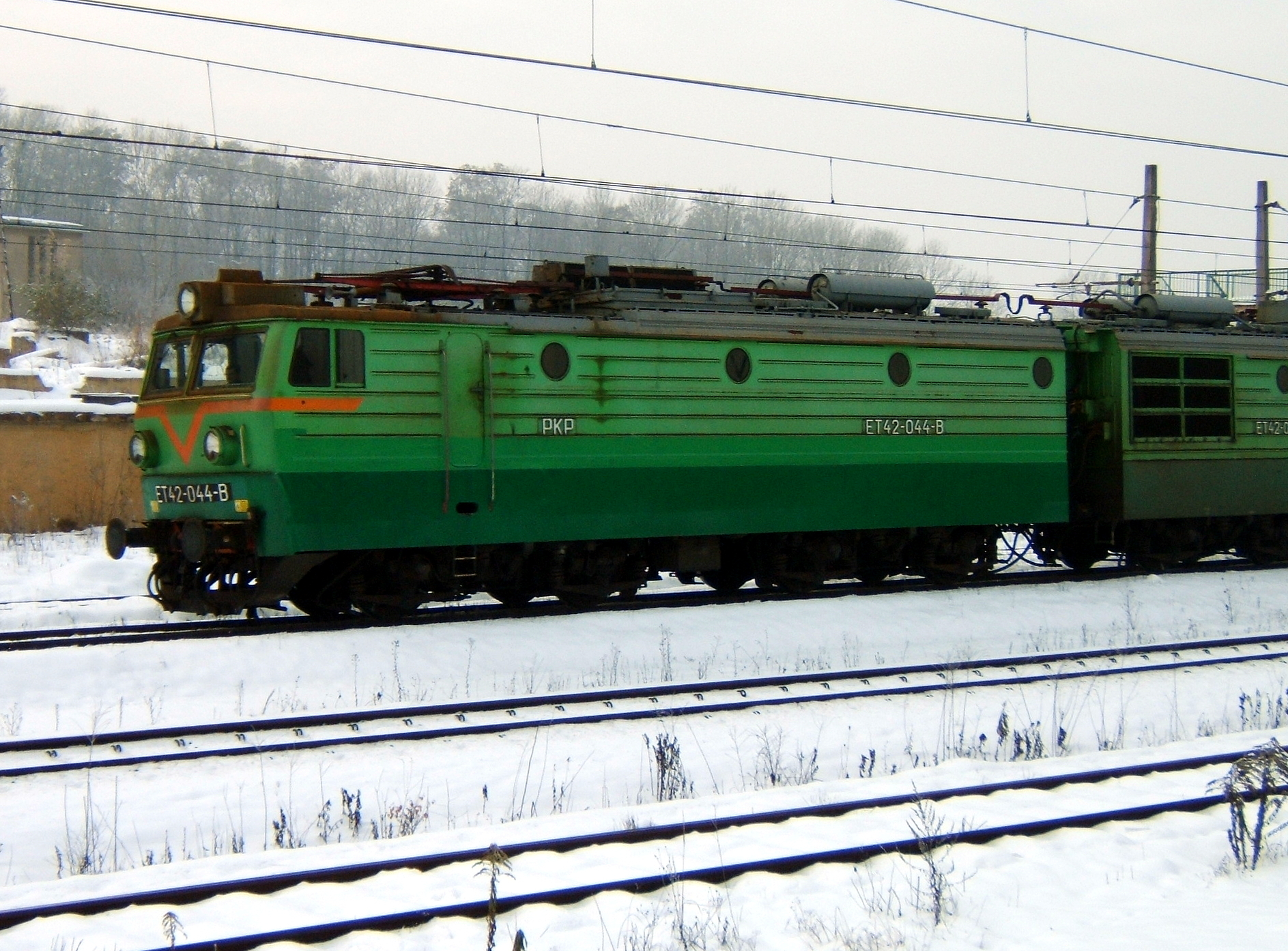
Электровоз ET42 на PKP

С 1978 с целью резкого увеличения количества выпускавшихся электровозов на заводе проводилась реконструкция. Главная цель реконструкции — выпуск, начиная с 1985, по 470 электровозов ежегодно. При второй очереди реконструкции намечалось построить при заводе обкаточное кольцо протяжённостью 30 км, а также развить производство электромашин и колёсных пар.
C 1987 по 1990 производился Электровоз 8G переменного тока по заказу КНР, выпущено 100 машин.
Завод награждён орденом Ленина.
Некоторые наиболее массовые серии электровозов, выпускавшиеся заводом — ВЛ10 и ВЛ10У, ВЛ11, ВЛ80, ЭП1.
В 1995 году завод прошёл процесс приватизации и получил название Открытое акционерное общество "Научно-производственное объединение «Новочеркасский электровозостроительный завод». Завод потерял заказы и практически обанкротился.

### 2000—2020 годы
Выручка завода в 2005 году составила 4,9 млрд руб., чистая прибыль — 380,2 млн руб.
В 2006 году завод выпустил 156 магистральных электровозов. В 2007 году предприятие получило сертификат на бустерную секцию для «Ермака» и односекционного варианта этого электровоза — Э5К.
В 2008 году реализовано продукции на сумму свыше 14,8 млрд руб. (153,1 % от показателей 2007). С 2008 года на НЭВЗе возобновлено производство магистральных грузовых электровозов постоянного тока — освоено производство локомотивов 2ЭС4К «Дончак».
По состоянию на 2008 год на заводе планировалось в 2007—2015 годах выпускать до 600 секций 12 типов грузового и пассажирского подвижного состава с асинхронным типом привода (магистральные Э3, 2ЭС5, 2ЭС4А) в год.
Головной разработкой является двухсистемный пассажирский электровоз ЭП20. Планировалось создание двухсистемного магистрального грузового электровоза следующего поколения 2ЭС20.

Юбилейные электровозы «Ермак», 2020 год

В связи с тяжёлой экономической ситуацией НЭВЗ приостановил работу в конце января 2015 года. Параллельно шли сокращения. Сотрудникам было объявлено, что завод закроется в марте 2015 года.
Однако завод всё же продолжил свою работу. Так, в июле 2015 года Экспертный совет Фонда развития промышленности одобрил выделение заводу займа в размере 106,8 млн рублей (при общей стоимости проекта в 152,8 млн рублей) на освоение производства тяговых электродвигателей (ТЭД) для тепловозов, собиравшихся на заводах ЗАО «Трансмашхолдинг» в Брянске и Коломне. Запуск нового производства в рамках проекта позволил бы заместить двигатели, поставлявшиеся с предприятия в Харькове (Украина), российскими, превосходившими зарубежные аналоги по техническим характеристикам.

Памятные доски на здании заводоуправления
Основание завода
Новочеркасское восстание
Клещеву И. И.
Бердичевскому Г. А.

## Собственники и руководство
В настоящее время предприятие входит в состав АО «Трансмашхолдинг»:
- Президент — Бокарев Андрей Рэмович
- Председатель совета директоров — Ледовских Анатолий Алексеевич
- Генеральный директор — Липа Кирилл Валерьевич

Руководитель / генеральный директор завода :
| - Кириенко Иван Михайлович (1932—1936) - Максимов Николай Александрович (1936—1938) - Хомяков (1938) - Баринов, Василий Иосифович (1939—1941) - Арсеньев, Михаил Иванович (1941) - Харчевников (1941) - Мозговой В. Е. - Байчер (1945) - Кизиков (1945—1946) - Батшеев, Борис Абрамович (1946—1948) - Каневский, Лев Моисеевич (1948—1950) - Прибс, Борис Адольфович (1950) - Криуц И. А. (1950—1951) | - Кечеджи, Александр Дмитриевич (1951—1955) - Аброскин, Павел Иванович (1955—1957 и 1962—1964) - Курочкин, Борис Николаевич (1957—1962) - Бондаренко, Борис Романович (1963—1965) - Бердичевский, Георгий Александрович (1965—1978) - Родов, Абрам Соломонович - Дуваров, Василий Ильич (1978—1987) - Путилов, Эдуард Петрович (1987—1993) - Мисиченко, Анатолий Павлович (1993—1997) - Носков, Александр Леонидович (1997—2005) - Подуст, Сергей Фёдорович (2005—2014) - Щедров, Игорь Сергеевич (2014—2016) - Сапунков, Алексей Николаевич (2016—2020) - Власенко, Андрей Витальевич (с 2020) |

## Персоналии
Герои Советского Союза:
- Клещёв Иван Иванович
- Плесинов Василий Никитович
- Стаценко Василий Ефимович

 Герои Социалистического Труда:
- Бородаев Тихон Иванович
- Бердичевский Георгий Александрович

 Полные кавалеры ордена Славы:
- Зерщиков Корней Петрович

## Продукция
За период работы завода освоено серийное производство всего спектра локомотивов: от контактных рудничных КН10 мощностью 40 кВт до магистральных грузовых электровозов мощностью 10 000 кВт. В частности был выпущен самый мощный в мире электровоз (11 400 кВт) — ВЛ86ф. Завод выпускает комплекты электрооборудования электропоездов постоянного тока ЭД4М, ЭТ2М. С 1994 года завод осуществляет капитальный ремонт электропоездов переменного тока и поставляет для него комплекты электрооборудования. Кроме того, НЭВЗ изготавливает горно-шахтное оборудование для открытых горных разработок, для металлургических предприятий — промышленные электровозы постоянного тока нового поколения с асинхронным тяговым приводом; для угольных шахт и рудников — контактные шахтные электровозы, шахтные грузовые вагонетки.
| Продукция                                      | Серия                    | 2012        | 2013                   | 2014                             | 2015        | 2016                  | 2017                            | 2018                              | 2019                            | 2020                              | 2021                 | Фото                           |
| ---------------------------------------------- | ------------------------ | ----------- | ---------------------- | -------------------------------- | ----------- | --------------------- | ------------------------------- | --------------------------------- | ------------------------------- | --------------------------------- | -------------------- | ------------------------------ |
| Пассажирские электровозы переменного тока      | ЭП1 (ЭП1М/П)             | 50 (ЭП1М)   | 20 (ЭП1М)              | 5 (ЭП1М)                         | 4 (ЭП1М)    | 4 (ЭП1М)              | 4 (ЭП1М)                        | 4 (ЭП1М)                          | 4 (ЭП1М)                        | 4 (ЭП1М)                          | 1 (ЭП1М)             | Электровоз ЭП1М-430            |
| Двухсистемные пассажирские электровозы         | ЭП20                     | 7           | 30                     | 10                               | 4           | 4                     | 4                               | 6                                 | 6                               | 5                                 |                      | Электровоз ЭП20-001            |
| Грузопассажирские электровозы постоянного тока | 2ЭС4К3ЭС4К               | 45 (2ЭС4К)  | 24 (2ЭС4К)             | 1 (3ЭС4К)                        | 29 (3ЭС4К)  | 15 (3ЭС4К)            | 1 (2ЭС4К) 4 (3ЭС4К)             | 7 (2ЭС4К) 13 (3ЭС4К)              | 10 (3ЭС4К)                      | 5 (3ЭС4К)                         |                      | Электровоз 2ЭС4К-027           |
| Грузовые электровозы переменного тока          | 2ЭС5К, 3ЭС5К, 4ЭС5К, Э5К | 107 (3ЭС5К) | 41 (2ЭС5К) 128 (3ЭС5К) | 17 (2ЭС5К) 155 (3ЭС5К) 3 (4ЭС5К) | 113 (3ЭС5К) | 22 (2ЭС5К) 70 (3ЭС5К) | 49 (2ЭС5К) 45 (3ЭС5К) 5 (4ЭС5К) | 121 (2ЭС5К) 46 (3ЭС5К) 10 (4ЭС5К) | 84 (2ЭС5К) 96 (3ЭС5К) 4 (4ЭС5К) | 15 (2ЭС5К) 137 (3ЭС5К) 15 (4ЭС5К) | 23 (3ЭС5К) 1 (4ЭС5К) | 3С5К-014 на выставке Expo 1520 |
| Грузовые электровозы переменного тока          | 2ЭС5                     | 2           | 1                      | 2                                | —           | —                     | —                               | —                                 | —                               | —                                 | —                    |                                |
| Двухсистемные грузовые электровозы             | 2ЭС20                    | —           | —                      | н/д                              |             |                       |                                 |                                   |                                 |                                   |                      |                                |
| Промышленные электровозы                       | НПМ2                     | н/д         | н/д                    | 1                                |             |                       |                                 |                                   |                                 |                                   |                      |                                |
| Тяговые агрегаты                               | НП1                      | не менее 1  | н/д                    | 9                                |             |                       |                                 |                                   |                                 |                                   |                      |                                |

| Продукция                                 | Серия | В производстве  | Фото                                      |
| ----------------------------------------- | ----- | --------------- | ----------------------------------------- |
| Пассажирские электровозы переменного тока | ЭП1   | 1999 — 2007     | Электровоз ЭП1-075 в депо Саратова        |
| Пассажирские двухсистемные электровозы    | ЭП10  | 1998, 2005—2006 | Электровоз ЭП10-001 в депо Москва-Курская |

В ассортименте продукции — около 10 наименований тяговых электродвигателей для электровозов производства НЭВЗ. Для поставок на иные локомотивостроительные предприятия завод выпускал (или выпускает):
Тяговые генераторы и агрегаты
- ГТСН-2800
- АТ2С-2800/600
- АТ2С-2800/400Б

Тяговые электродвигатели
- ДТК-417Ц (аналоги ЭД-133, ЭДУ-133)
- ДТК-417П
- ДТК-417Р
- ДТК-417К
- ДТК-800К

## Структура производства
Производственный комплекс завода состоит из следующих видов производств: кузнечно-прессовое, литейное, холодно-штамповочное, механосборочное, обмоточно-изоляционное, сварочное, гальваническое, пластмасс, окрасочное, сборочное и других, охватывающие полный цикл изготовления электровозов. По уровню технологической организации НЭВЗ является ведущим в отрасли. На заводе осуществляется комплекс мероприятий по совершенствованию конструкций электровозов (c 2010 года сотрудничество с компанией Alstom Transport), улучшению технологии изготовления деталей и узлов, применению более прогрессивных материалов и методов обработки.
Завод также имеет в своём распоряжении кольцевую дорогу длиной 7,4 км, используемую для обкатки электровозов.

### Цеха основного производства
- - 1 группа (сборочные) : аппаратный № 1 (46), экспериментально-аппаратный (49), электромашинный № 1 (54), электровозосборочный № 1 (55), электровозосборочный № 2 (67)
  - 2 группа (механообрабатывающие) : сварочно-кузовной (43), крепёжный (45), сварных конструкций (47), тележечный (51), электромашинный № 2 (53), штамповочный (56)
  - 3 группа (заготовительные) : литейный (40), кузнечный (42), гальванопокрытий (44), обмоточно-изоляционный (48), пластмасс (50), модельный (71)

### Цеха вспомогательного производства
- - 4 группа : инструментальный (70), механизации и ремонта (72), электроцех (75)
  - 5 группа : теплосиловой (74), железнодорожный (77), транспортный (78), цех быта (358), цех хранения МТиКИ (388)

## Дочерние компании

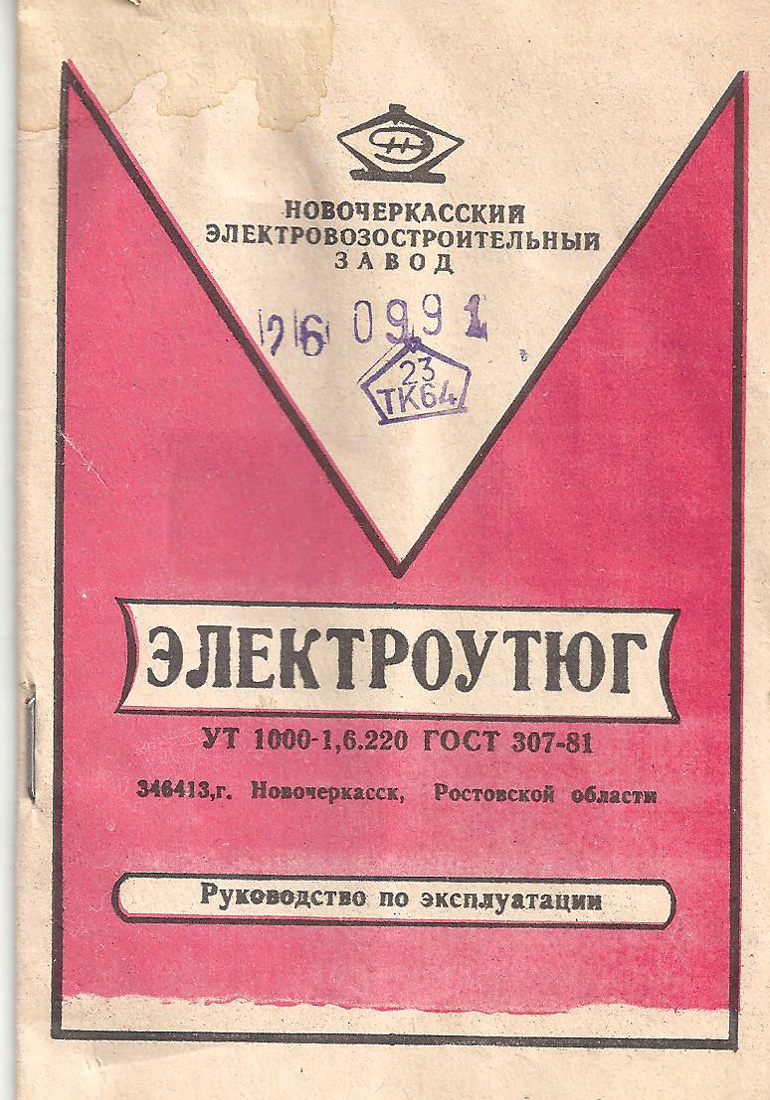
Паспорт электроутюга НЭВЗ: УТ 1000-1,6.220 ГОСТ 307-81

- ОАО Управление ЖКХ

## Факты
- В советское время на заводе в качестве продукции широкого потребления выпускались бытовые электрические утюги.
- В Ростовской области проводится Областной Кубок по футболу памяти электровозостроителей[13]. Впервые эти соревнования были посвящены одному из героев-электровозостроителей — Герою Советского Союза И. И. Клещеву и прошли осенью 1987 года. В 1999 году Администрация Электровозостроительного завода и коллектив физической культуры учредили Кубок, посвящённый памяти героев-электровозостроителей. В этих соревнованиях принимают участие команды многих городов и посёлков Ростовской области.
- С 1932 года издаётся корпоративная газета «НЭВЗ ВПЕРЁД» тиражом 999 экземпляров.
- На заводе с 1985 по 1990 год в должности инженера, позже начальника отдела металлов, работал серийный убийца Андрей Чикатило.

## Фотогалерея

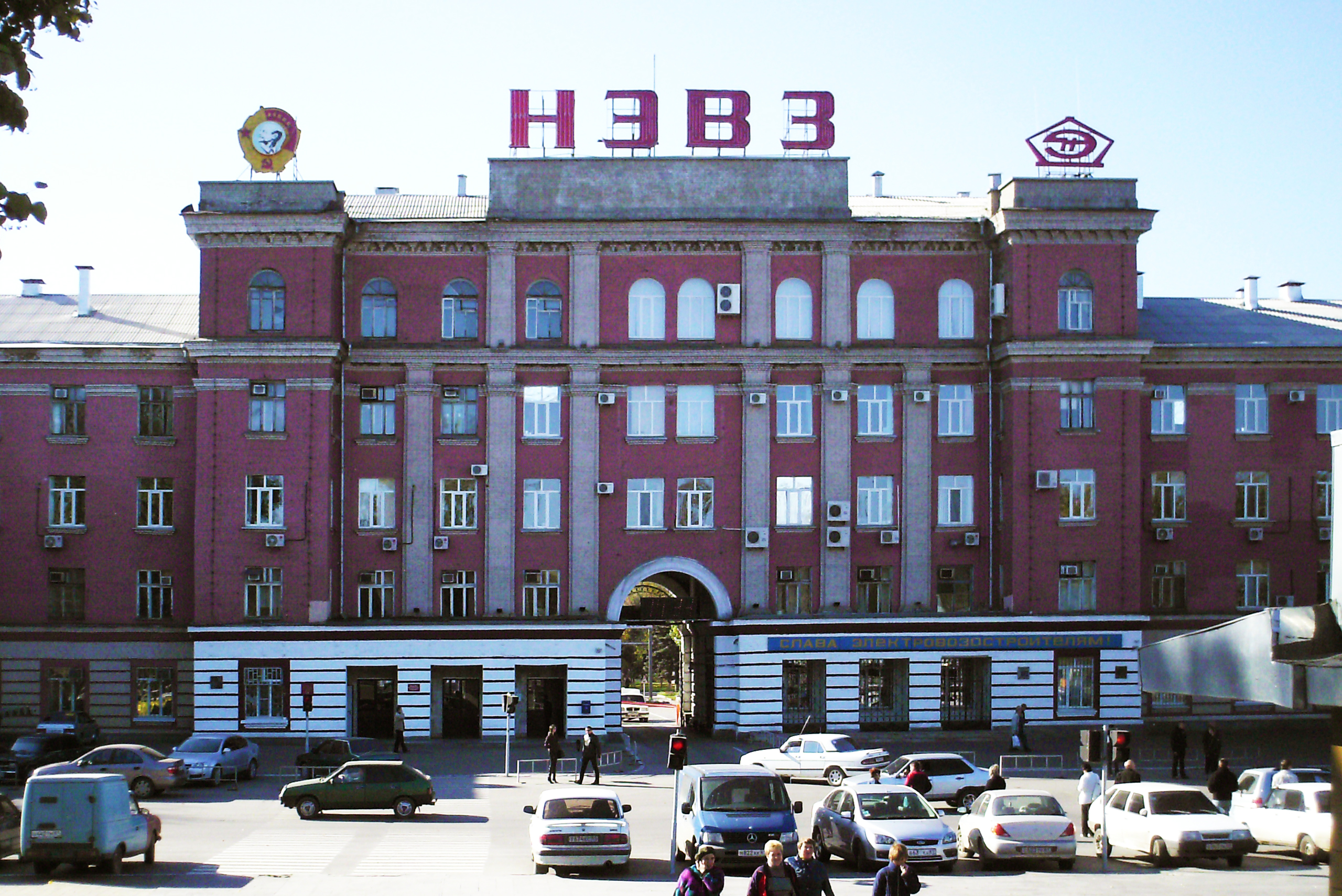
Главный корпус завода
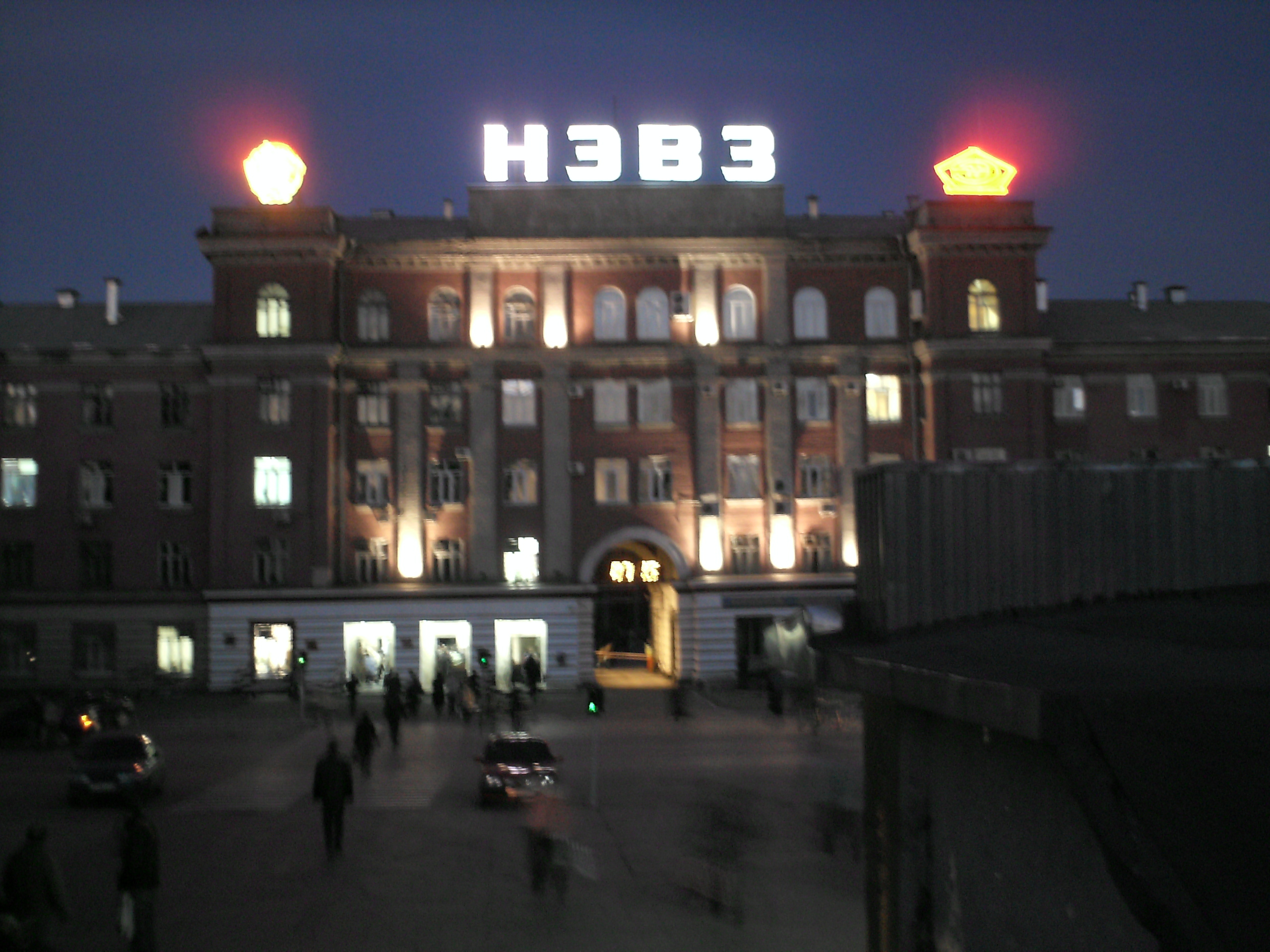
Главный корпус ночью
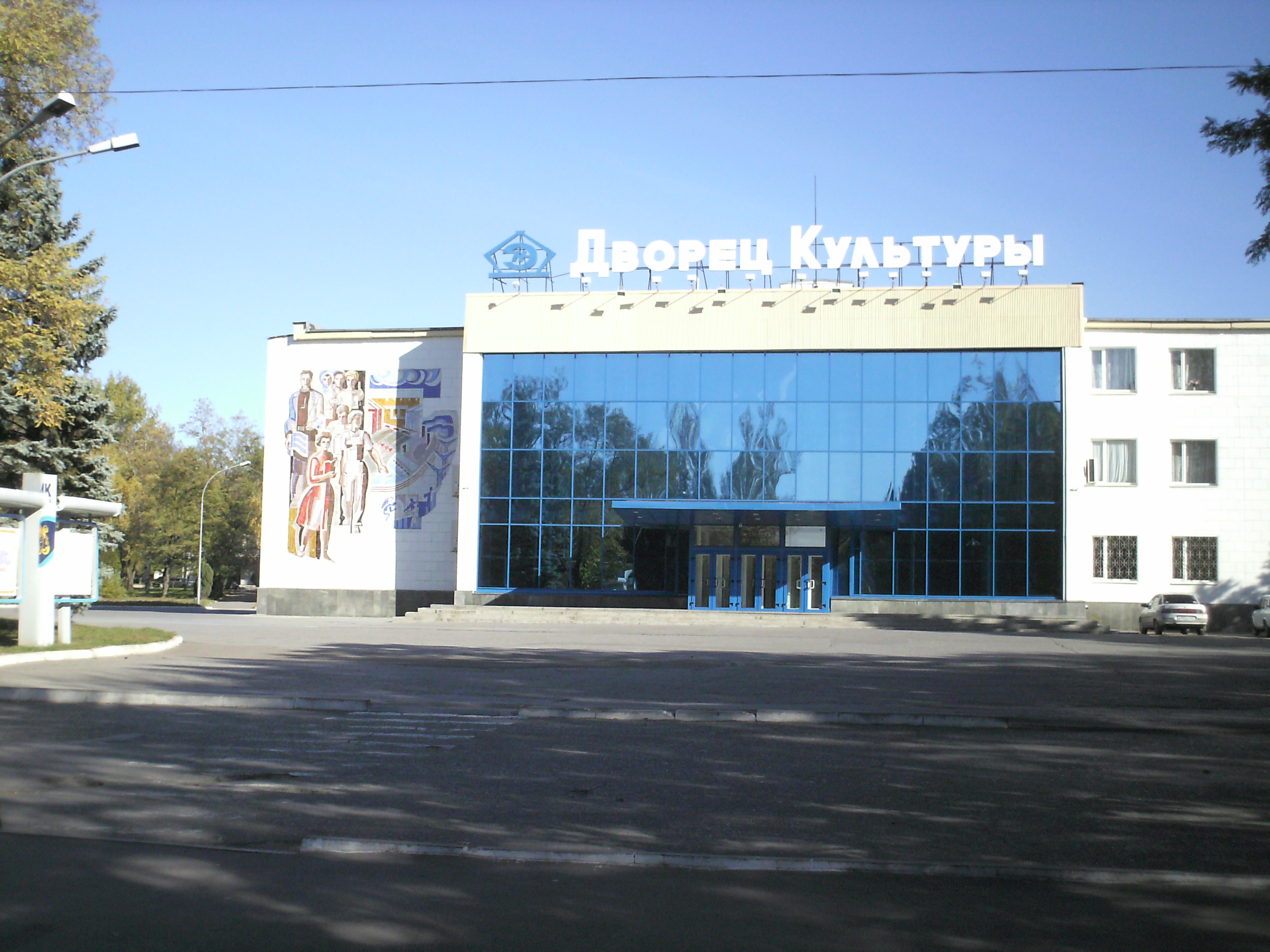
Дворец культуры
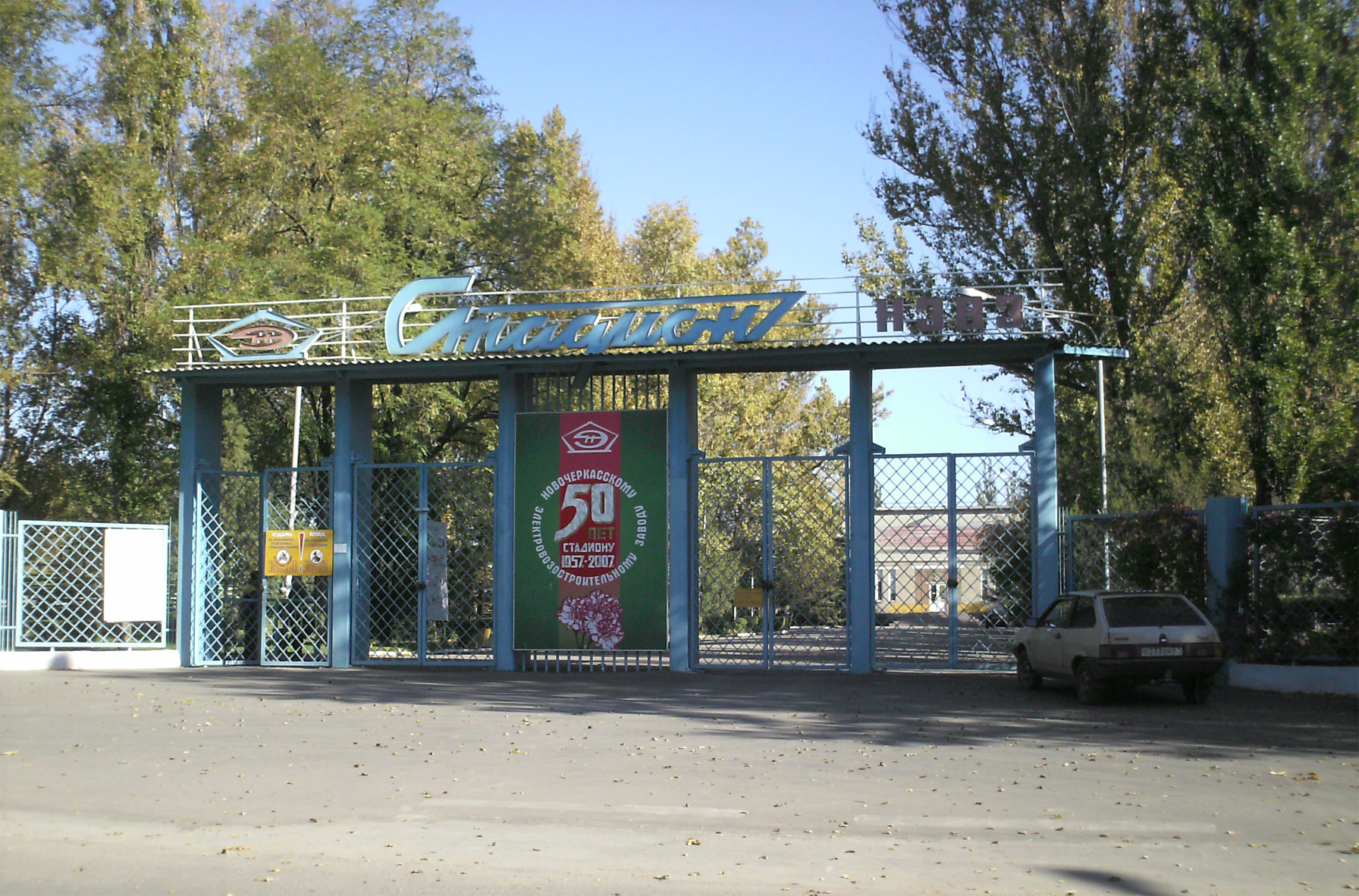
Стадион
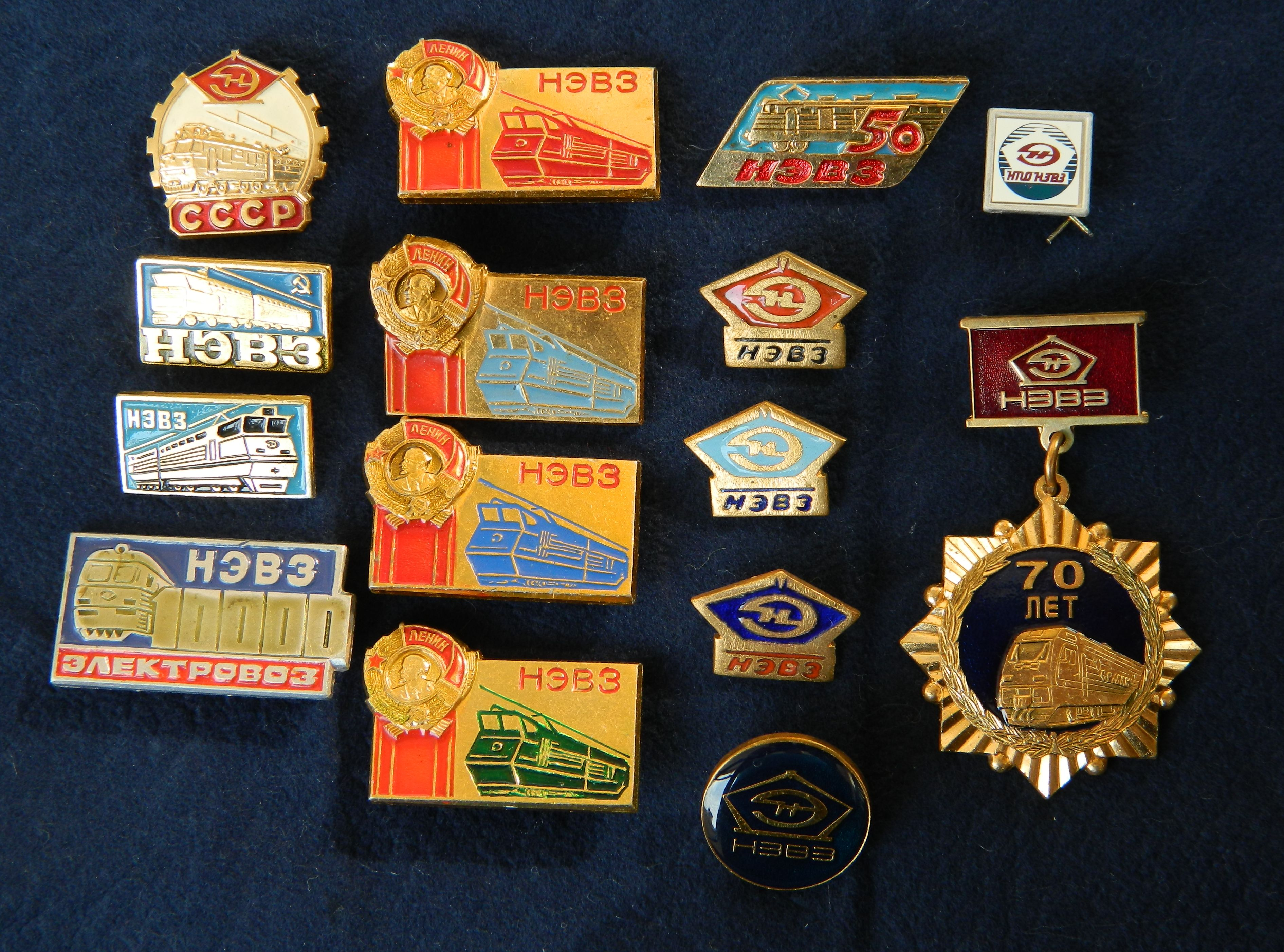
Коллекция значков НЭВЗа
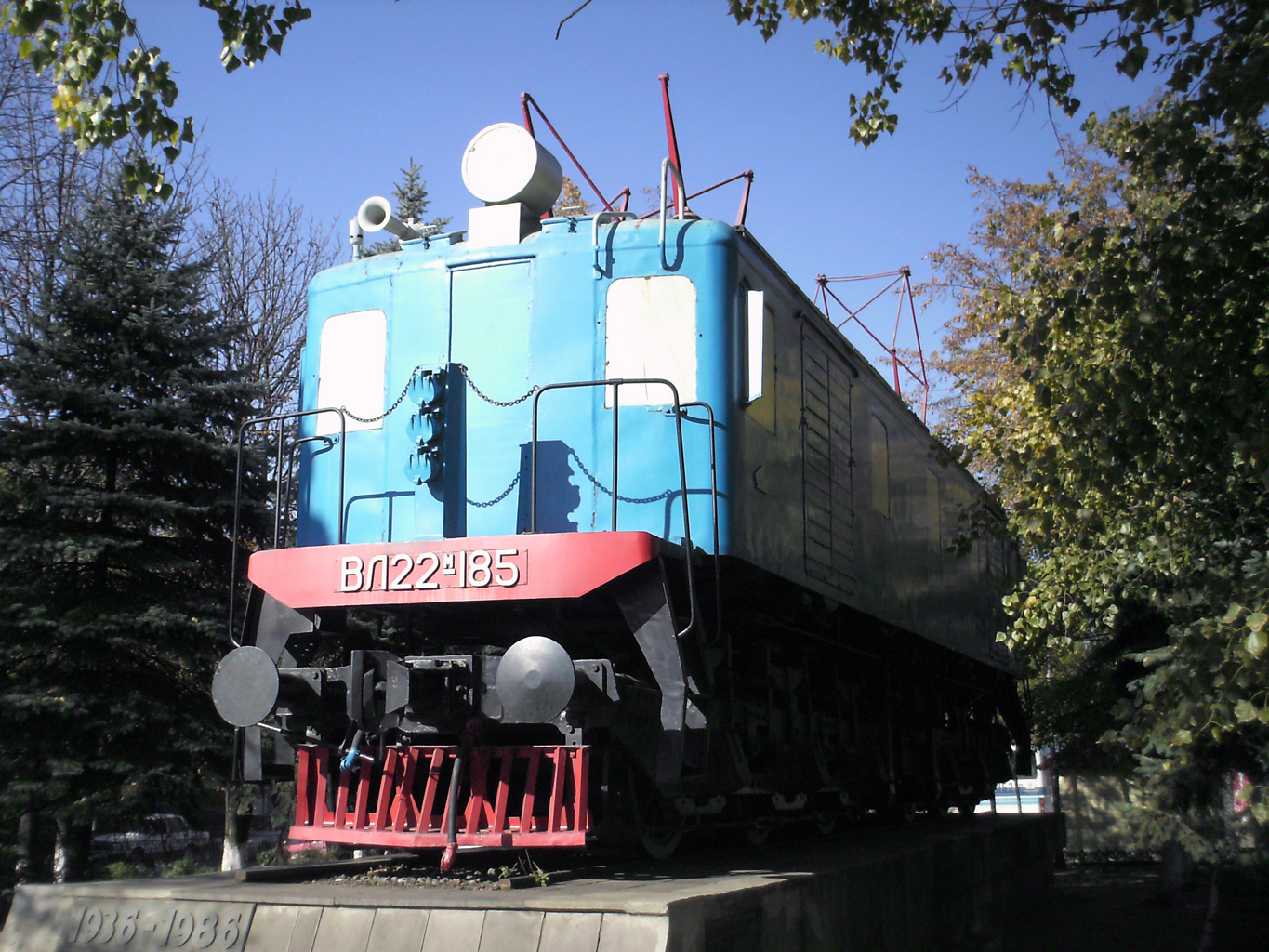
Памятник электровозу ВЛ22м
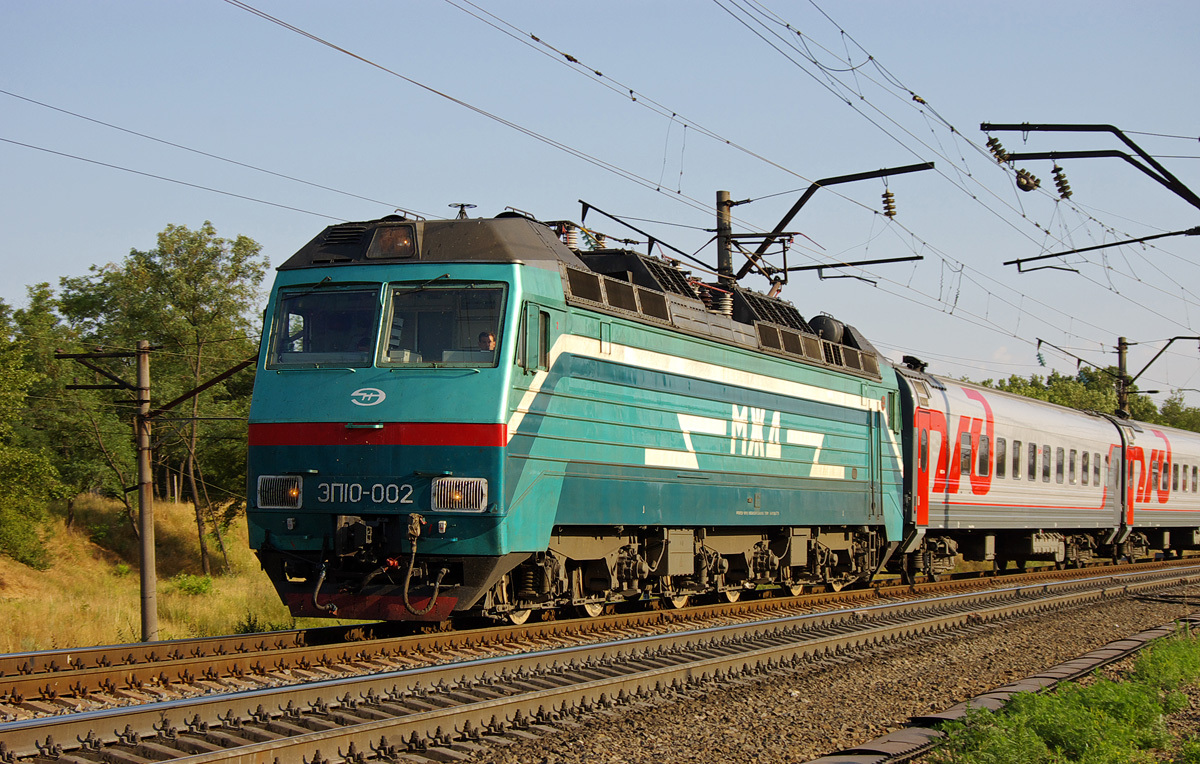
ЭП10-002
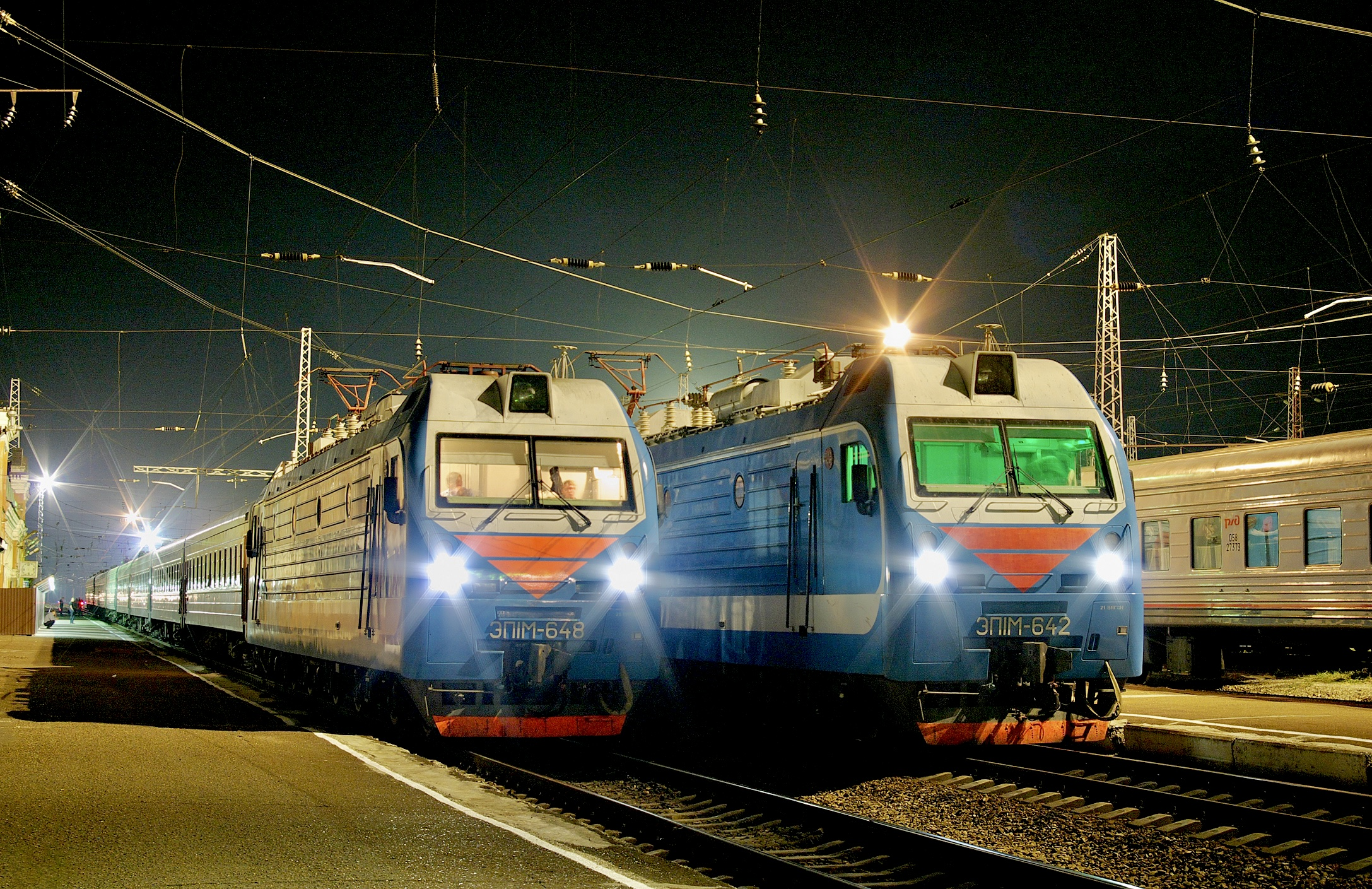
ЭП1М на станции Тихорецкой
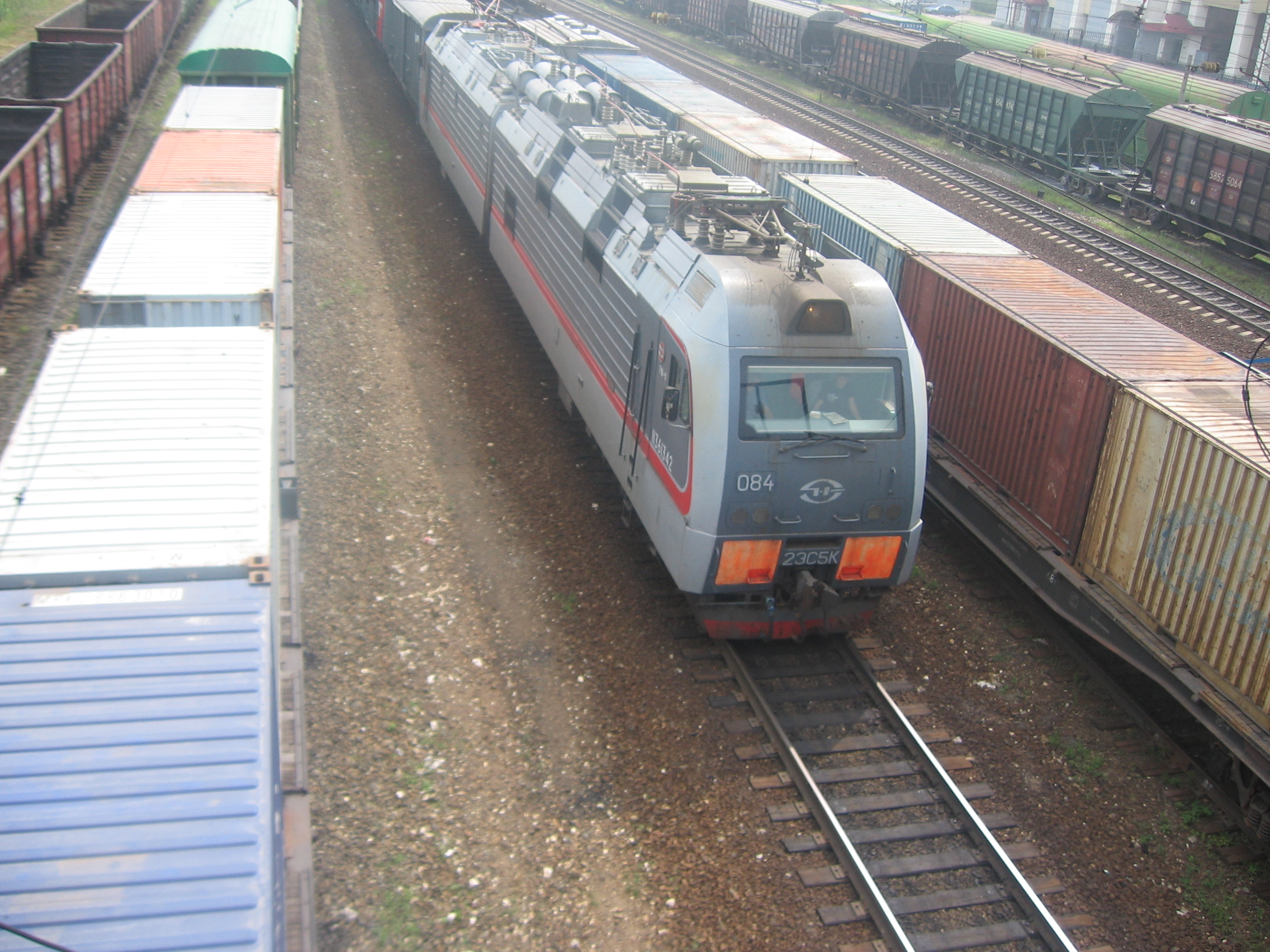
2ЭС5К-084
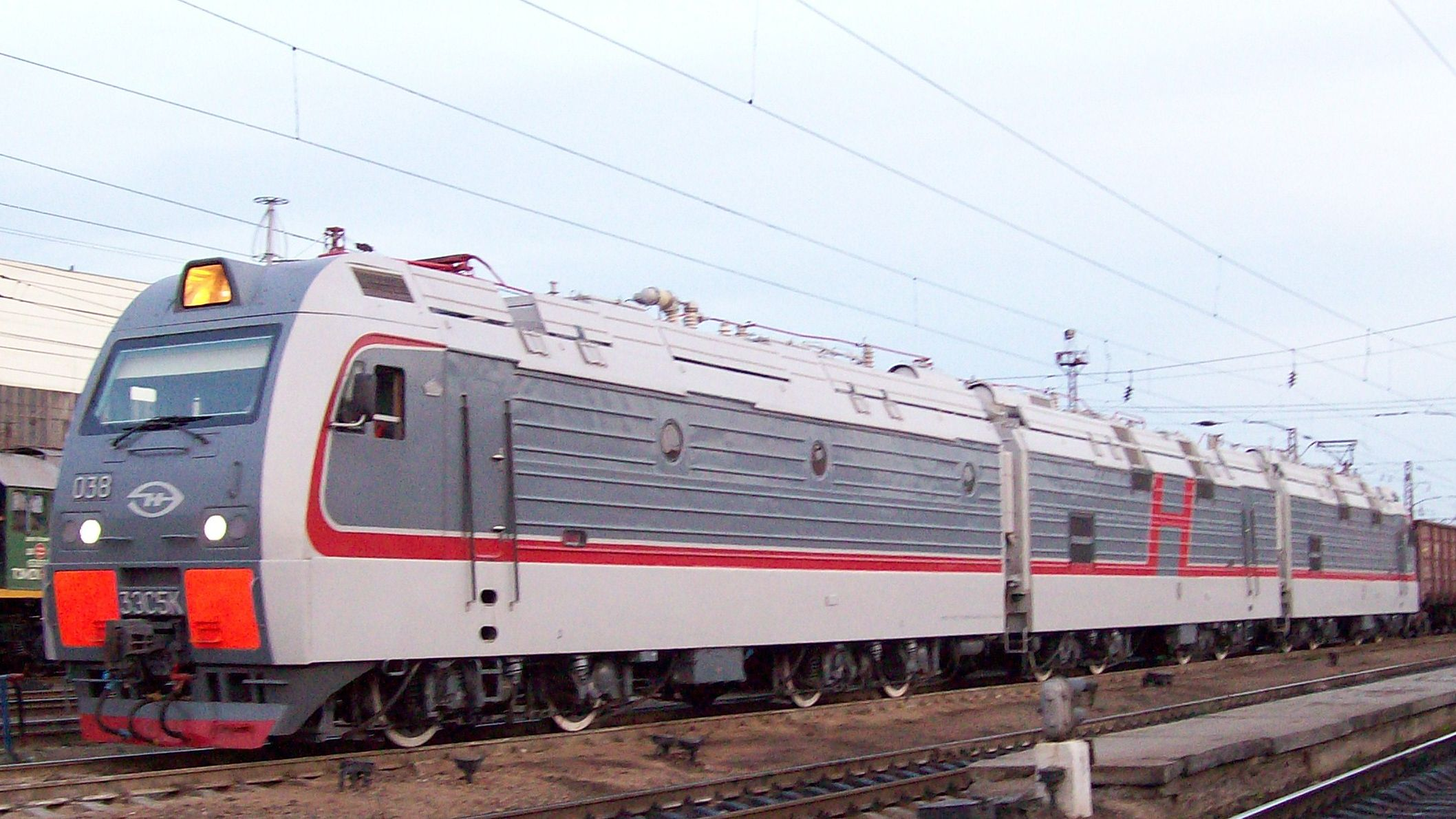
3ЭС5К-038